# Arkadijus Vinokuras
Arkadijus Vinokuras (ur. 1952 w Kownie) – litewski aktor i pedagog żydowskiego pochodzenia, działacz społeczny, pisarz i dziennikarz.

## Życiorys
W latach 1969–1972 uczęszczał do Szkoły Pantomimy Modrisa Tenisonasa przy Teatrze Muzycznym w Kownie. W 1971 został aresztowany za stworzenie antysowieckiej organizacji młodzieżowej. Dwa lata później ukończył eksperymentalny kurs pantomimy przy Moskiewskim Państwowym Instytucie Sztuk Teatralnych (GITIS). Po powrocie do Kowna pracował w szkole muzycznej im. J. Gruodžisa, z której został wyrzucony w 1974.
W 1975 zdecydował się na wyjazd o Izraela. Rok później zamieszkał w Szwecji, której obywatelstwo uzyskał w 1980. W Skandynawii poświęcił się pracy dziennikarskiej. W latach 1978–1979 służył w Siłach Obronnych Izraela. Po powrocie do Szwecji działał we wspólnocie litewskiej, był redaktorem odpowiedzialnym w sekcji litewskiej szwedzkiego radia, współpracował z Radiem Wolna Europa.
Zaangażowany w ideę obrony praw człowieka został w 1988 wiceprzewodniczącym Bałtyckiej Grupy Helsińskiej. W 1991 zakładał Litewskie Centrum Informacyjne w Sztokholmie. Brał udział w konferencjach poświęconych państwom bałtyckim. Był oficjalnym przedstawicielem Departamentu i Ministerstwa Obrony Kraju w państwach skandynawskich oraz Wielkiej Brytanii.
W 2002 decyzją prezydenta Adamkusa przyznano mu obywatelstwo litewskie. Rok później został uhonorowany odznaczeniem za działalność na rzecz przystąpienia Litwy do UE i NATO.
Pisze książki dla dzieci – w 1999 ukazały się cztery jego pozycje: „Aguonos”, „Tikra pasaka”, „Vienišas žibintas” i „Raudona nosis”. Trzy lata później wydał wierszowany komiks „Tadas ir Misteris Arkadas”. W 2008 ukazała się jego książka dla dorosłych „Eroto glėbyje” (W objęciach Erosa).
W lutym 2009 objął funkcję doradcy społecznego premiera Kubiliusa ds. restytucji mienia żydowskiego. Był założycielem stowarzyszenia „Maccabi Baltic”.